# Nieuwe Partij
De Nieuwe Partij was een Belgische politieke partij die in 1987 werd opgericht in Antwerpen. De twee spilfiguren van de partij waren Hendrik Boonen en Eduard Verlinden. Boonen was voorheen lid van AMADA en de Volksunie, en zou na de Nieuwe Partij nog lid worden van een tiental andere partijen.
De Nieuwe Partij kwam voor het eerst op tijdens de gemeenteraadsverkiezingen van 1988 in de stad Antwerpen onder de slogan Maak van Borgerokko terug Borgerhout. Na deze verkiezingen viel de partij een eerste keer uit elkaar.
Nadat Boonen en Verlinden in 2004 uit het Liberaal Appèl stapten, richtten ze samen Fervent Nationaal op, een samenwerking met het Waalse Front National,. Eerste voorzitter was met Eduard Verlinden, maar hij verliet de partij echter uit onmin met Hendrik Boonen, en in 2006 kwam Eduard Verlinden bij de provincieraads- en gemeenteraadsverkiezingen in Antwerpen terug op onder de partijnaam Nieuwe Partij.
Na deze verkiezingen verzoende Verlinden zich met Hendrik Boonen en werd Verlinden voorzitter van de Nieuwe Partij - Fervent Nationaal. Hendrik Boonen was op dat ogenblik al overgestapt naar VLOTT. Onder de naam Nieuwe Partij - Fervent Nationaal werd deelgenomen aan de Kamerverkiezingen van 2007.
In 2010 was de naam van de partij weer veranderd, en werd opgekomen onder de naam Vrijheid. Lijsttrekker in Antwerpen was Tim Tubbax.
De partij haalde nooit een verkozene.